# جون هولينز
جون هولينز (بالإنجليزية: John Hollins)‏ (16 يوليو 1946 بغلدفورد في المملكة المتحدة - 14 يونيو 2023) هو مقدم برامج إذاعية ومدرب كرة قدم ورائد أعمال ولاعب كرة قدم بريطاني في مركز الوسط. شارك مع منتخب إنجلترا لكرة القدم. أما مع النوادي، فقد لعب مع تشيلسي وكوينز بارك رينجرز ونادي أرسنال وكوبه رامبلرز ‏.

## وصلات خارجية
- جون هولينز على موقع قاعدة بيانات كرة القدم.إي يو (الإنجليزية)
- جون هولينز على موقع ناشيونال فوتبول تيمز (الإنجليزية)
- جون هولينز على موقع Soccerbase.com (لاعب) (الإنجليزية)
- جون هولينز على موقع Soccerbase.com (مدرب) (الإنجليزية)
- جون هولينز على موقع عالم كرة القدم.نت (الإنجليزية)